# Pictured Rocks National Lakeshore
Le Pictured Rocks National Lakeshore est une aire protégée sur la côte du sud du lac Supérieur, dans la péninsule supérieure de l'État américain du Michigan. Il est administré par la National Park Service. Il est bordé par Munising au sud-ouest et Grand Marais au nord-est. Le parc couvre une région des falaises de grès colorées, des chutes d'eau, des arches rocheuses naturelles et des dunes sur les rivages du lac. Les falaises s'élèvent jusqu'à 60 m au-dessus du niveau du lac. 
Le parc a été créé le 15 octobre 1966 comme le premier National Lakeshore par un acte du Congrès des États-Unis. Il est aujourd'hui un site touristique populaire.  

## Histoire
Bien que les eaux du lac Supérieur soient riches en poisson, les falaises sont dangereuses pour les petites embarcations. Pierre Esprit Radisson, négociant en fourrures, a effectué ce trajet risqué en 1658 et noté que ses compagnons amérindiens offraient du tabac à l'esprit des falaises.
Depuis 1850 les promoteurs ont planifié la construction d'un complexe touristique sur l'île voisine de Grand Island.
Après la période d'exploitation forestière des années 1910, un grand nombre de parcelles de l'actuel parc retournèrent à l'État du Michigan en raison de taxes impayées. Le Congrès adopta une loi faisant de la côte entre Munising et Grand Marais un parc en 1966.

## Géographie
Bordé par les villes de Munising à l'ouest et Grand Marais à l'est, le parc se divise en deux zones différentes.

La partie ouest du parc est constituée de falaises spectaculaires variant de 15 à 60 mètres de haut sur une longueur d'environ 24 km. Ces falaises sont colorées par les différents minéraux déposés par l'eau qui s'infiltre dans le sol au-dessus et ressort au niveau des falaises. On peut voir des teintes rouges et orange provenant du cuivre, vertes et bleues du fer, noires du manganèse et blanches du calcaire. Ce sont ces falaises colorées qui ont donné le nom du parc. En raison de l'action des vagues et du gel, la configuration des falaises change régulièrement. Elles sont mieux observées depuis le lac Supérieur en prenant un bateau. Le site de Miners Castle est accessible en voiture et dispose de deux plates-formes depuis lesquelles on peut observer les falaises avoisinantes ainsi que l'île de Grand Island.

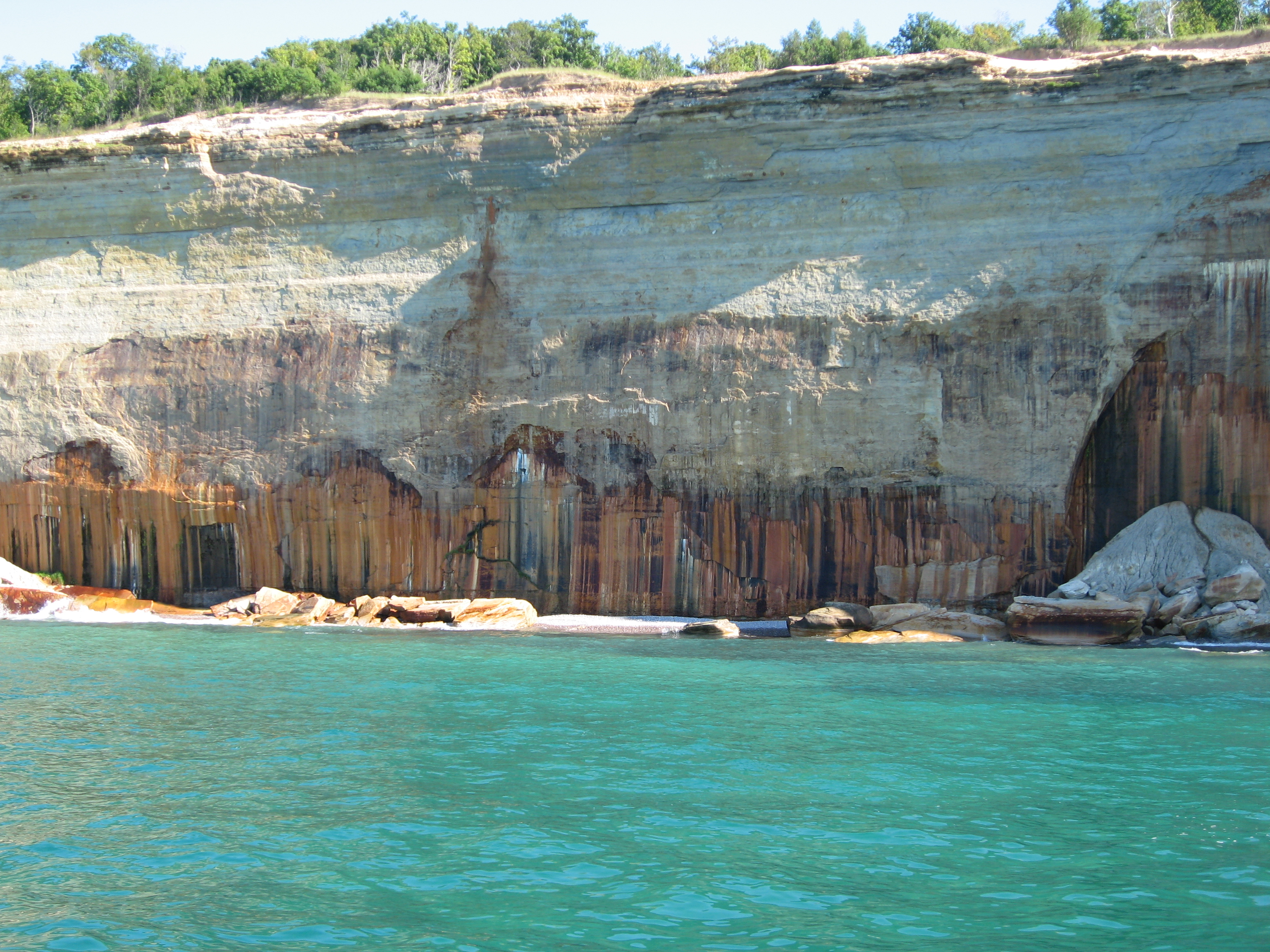
Falaises colorées par les différents minéraux.

La partie est du parc est constituée de dunes et de plages de sable. En raison de fonds dangereux, on peut trouver de nombreuses épaves de bateaux sur les plages. On y trouve également le phare d'Au Sable qui n'est plus habité et est conservé par le National Park Service.
Le parc est traversé par la route H-58 du comté d'Alger, partiellement goudronnée, qui dessert les différents campings, départs de randonnées et plages du parc.

## Faune et flore
Le parc contient des zones d'habitat variées telles que des dunes de sable, falaises, forêts et zones humides. On y rencontre des ours noirs, des loups, des cerfs et plus rarement des élans. Le parc abrite également une importante population d'oiseaux et de petits mammifères.